# Mesko
MESKO — підприємство, засноване в 1922 році, а офіційно діяло з 25 серпня 1924 року, спочатку як Державна фабрика боєприпасів, нині як MESKO S.A. Зараз підприємство в Скаржисько-Каменній виробляє зброю та боєприпаси з позначенням виробника 21. Колись фабрика виробляла, серед інших побутову техніку, за часів Польської Народної Республіки належала до спілки «Predom», пізніше до групи «Bumar», а з 2015 року входить до складу концерну Польська Група Озброєння. В склад MESKO S.A. входять Dezamet, FPS, «Nitro-Chem», BZE Belma та ZM Kraśnik.

## Актуальні продукти
- Grom (ПЗРК) — зенітно-ракетний комплекс
- Piorun (ПЗРК) — переносний зенітно-ракетний комплекс
- Спайк (ПТРК) — комплект протитанкових ракет
- NLPR-70 — некерована ракета калібру 70 мм.
- боєприпаси калібру 5,45, 5,56, 7,62×39, 7,62×51, 7,62×54, 9×18, 9×19, 12,7×99, 30

## Історія
Вибір сьогоднішнього Скаржисько-Каменної для розміщення збройового заводу визначався розташуванням у т. зв. трикутник безпеки та траса залізничної колії через тодішнє поселення. Офіційною датою запуску заводу, тодішнього Державного боєприпасного заводу, є 25 серпня 1924 року.
З 1934 року керуючим директором Державного боєприпасного заводу (ДБЗ) був інж. Владислав Якубовський.

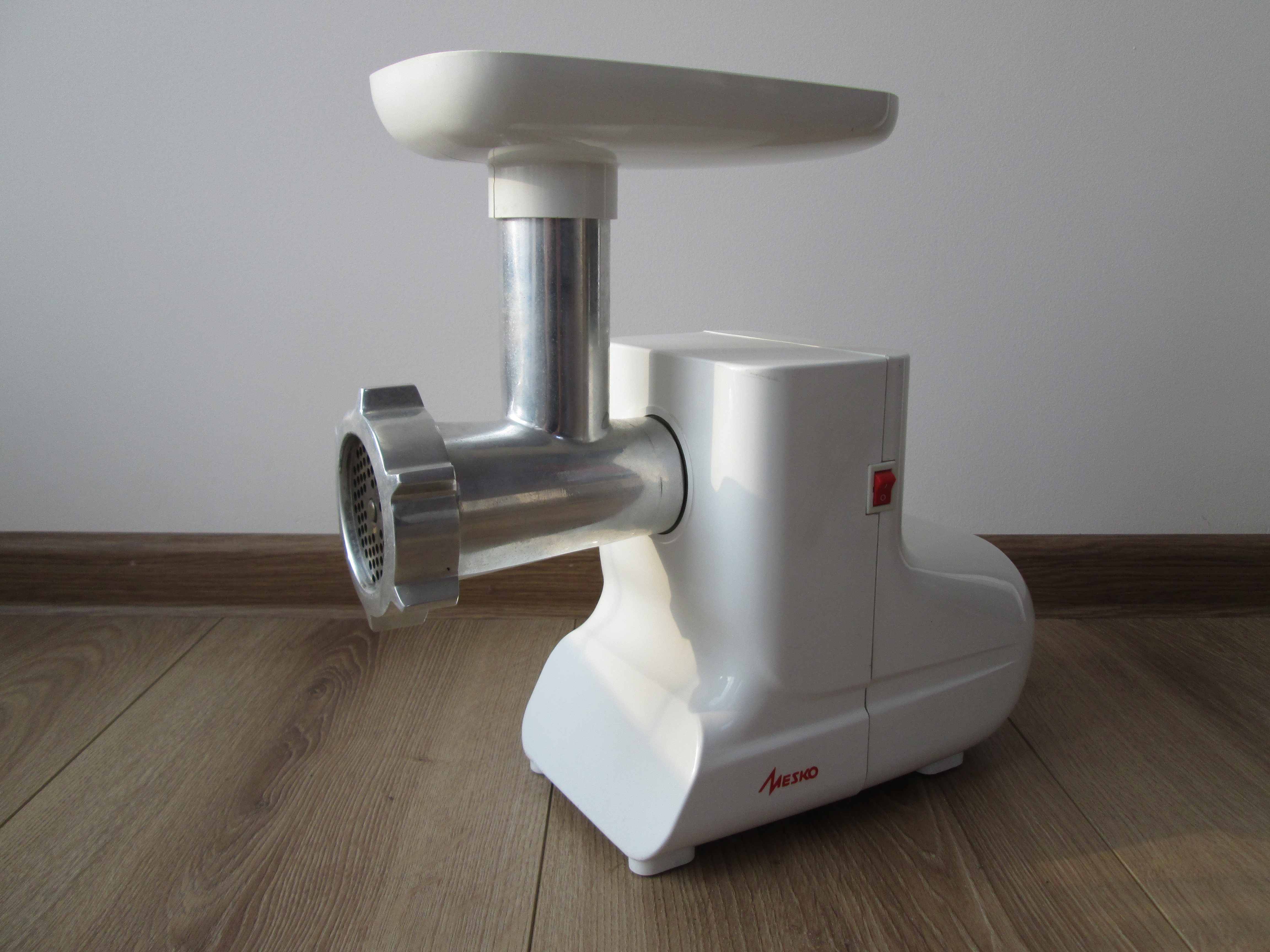
Електром'ясорубка EM-2 ZM MESKO

Під час Другої світової війни, після вступу вермахту в Скаржисько, німці оприлюднили населення із закликом з’явитися на попередні місця роботи. Фабрику взяли у власність німецькі компанії – завод No1 перейшла до HASAG (Hugo Schneider Aktiengesellschaft), що базується в Лейпцигу, а Ріхлінг перебрав завод No3 (де виробляли детонатори). Вони також виробляли, серед іншого, боєприпаси до гвинтівки Маузера.

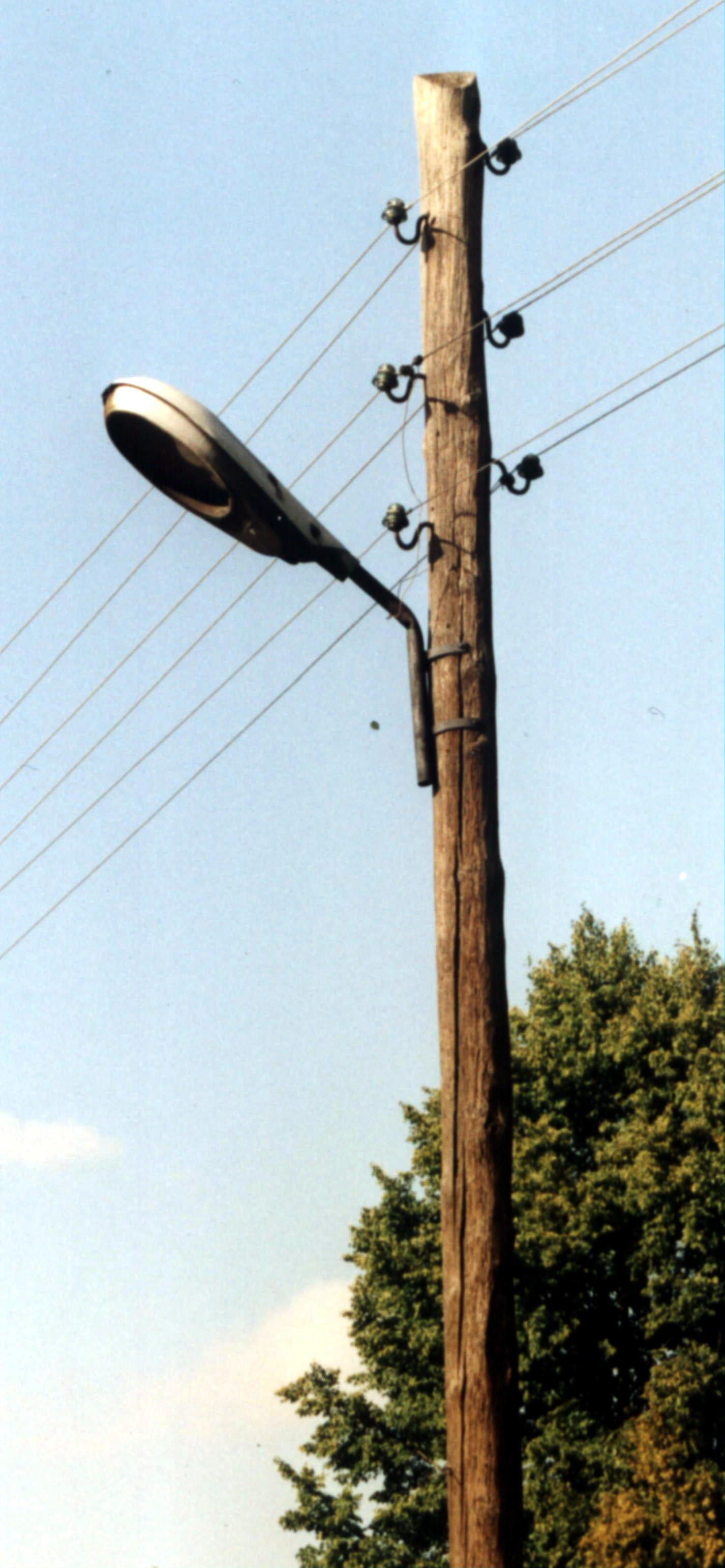
Вуличний ліхтар виробництва MESKO, серія ORZ-6 чи ORZ-7

Період максимальної зайнятості на заводах припав на 1950-1960-ті роки, коли працювало майже 22 тис. осіб. Працівники їздили з села до 100 км на заводи. Десяток років тому більшість вуличних ліхтарів у Польщі були оснащені фурнітурою цієї компанії.
За часів Польської Народної Республіки, коли завод належав до об’єднання Предома, випускалася також продукція:
- замки,
- велосипеди,
- велосипедні двигуни внутрішнього згоряння,
- підшипники для шліфувальні машини,
- текстильні машини та ткацькі верстати (за ліцензією Saurer),
- лічильні машини для обліку,
- електронні калькулятори,
- кінні косарки,
- легкі автомобільні причепи,
- освітлювальні прилади[6],
- електричні побутові прилади: м'ясорубки та соковижималки (також ліцензовані Hitachi) з численними насадками, наприклад,
- багатофункціональна м'ясорубка EM-1 Jaga з насадкою для пюре або механічний відкривач для консервів,
- багатофункціональні кухонні комбайниBartek, RKS і Bauknecht (A2-1, AL2-1, KU-2 - за ліцензією),
- газові плити,
- газові та газоелектричні плити,
- сервоприводи для Fiat (для Cinquecento).

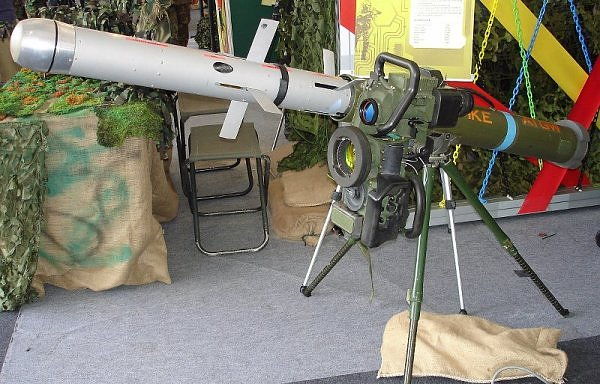
Протитанкова ракета „Spike LR”
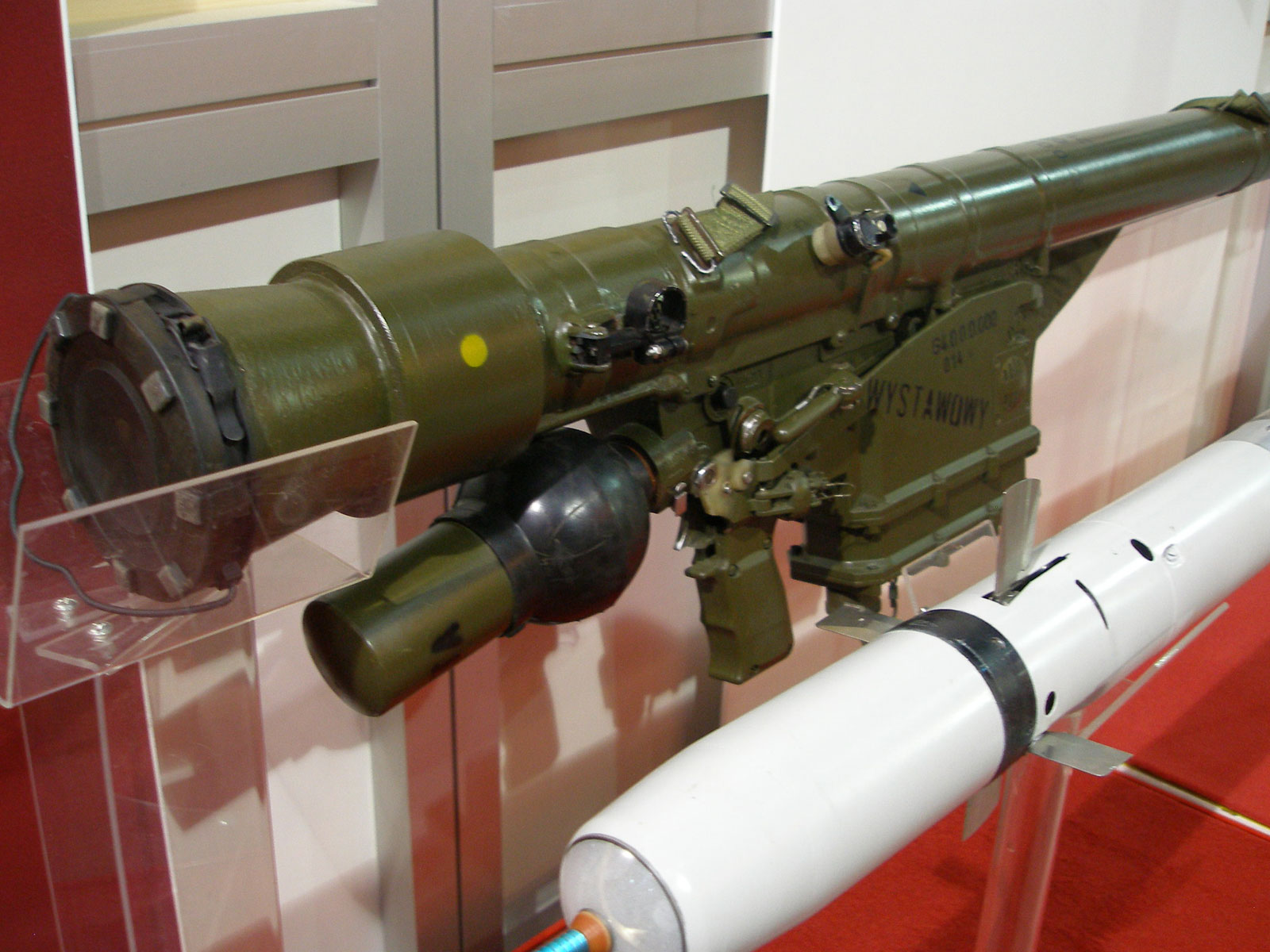
Зенітна ракета „Grom”
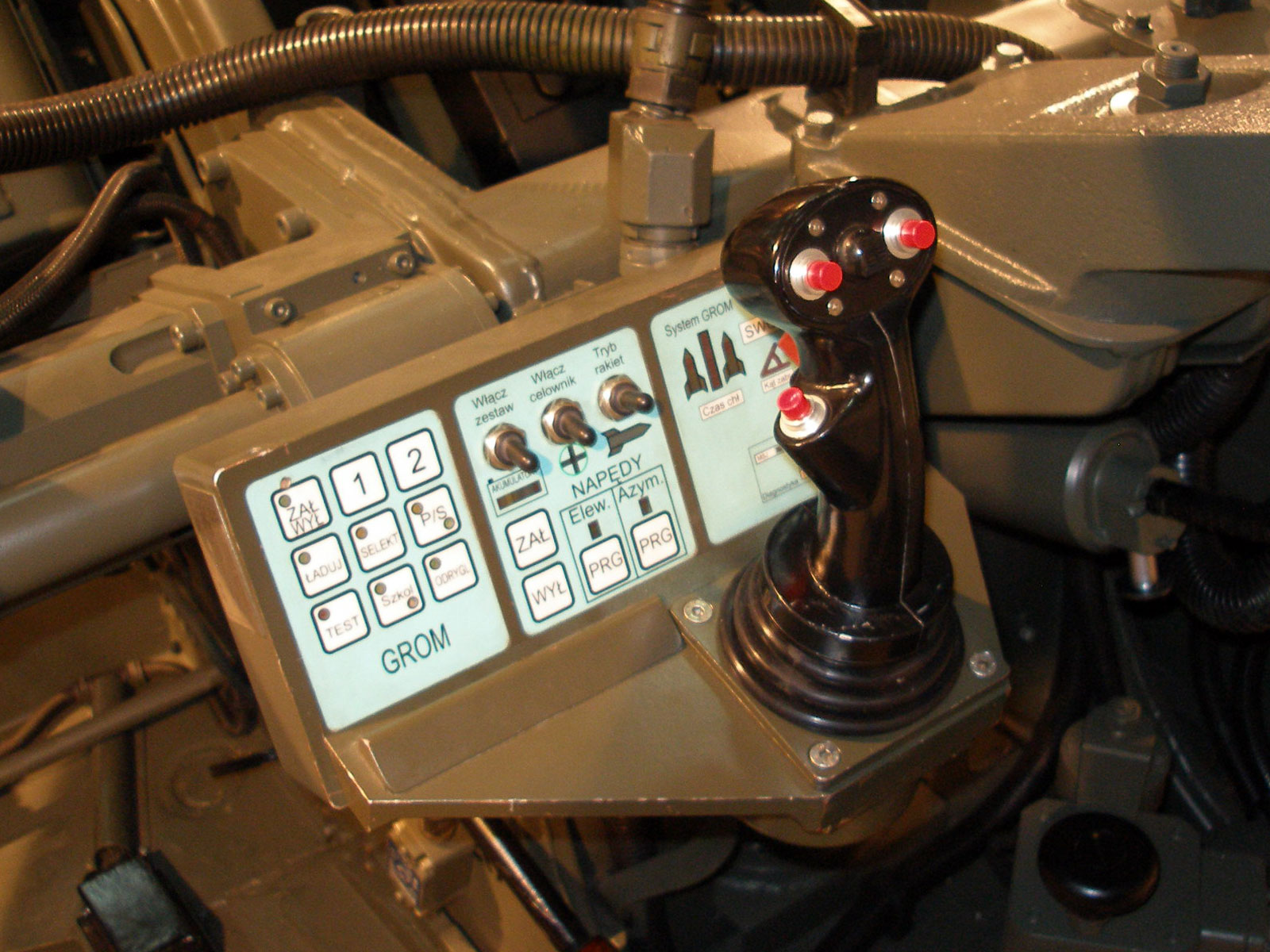
Панель управління PZR „Grom”
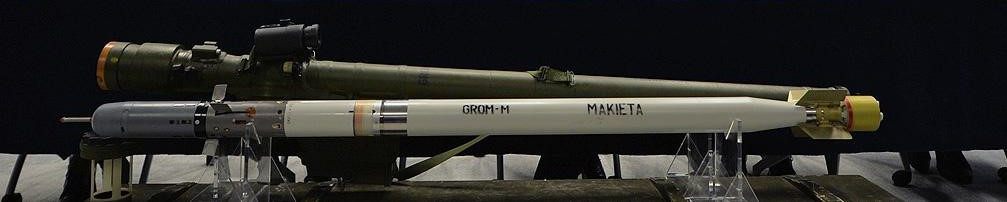
ПЗРК Перун/Гром-М